# Internationaler Rasse-Jagd-Gebrauchshundeverband
Der Internationale Rasse-Jagd-Gebrauchshundeverband e. V. (IRJGV) ist der zweitgrößte Dachverband im Bereich Hundewesen in Deutschland mit über 50.000 Mitgliedern und über 300 örtlichen Gruppen. Er ist somit wesentlich kleiner als der Verband für das Deutsche Hundewesen (VDH). Der europäische Dachverband ist die Europäische Hundesport Union (EHU).

## Geschichte
Im Jahr 1959 verließen einige Mitglieder des Deutschen Teckelklubs 1888 nach Streitigkeiten den Verein und gründeten den Internationalen Dackelclub Gergweis e. V. Aus diesem ging Ende 1969 unter gleicher Leitung der Internationale Rasse-Jagd-Gebrauchshundeverband e. V. (IRJGV) hervor, um die Belange von Haltern aller Hunderassen vertreten zu können. Beide Vereine existieren bis heute und sind durch Vorstandschaften in beiden Vereinen, eine gemeinsame Geschäftsstelle am Vereinssitz und einen gemeinsamen Internet-Auftritt miteinander verbunden.

## Organisationsstruktur
Der Internationale Dackelclub Gergweis e. V. und der Internationale Rasse-Jagd-Gebrauchshunde-Verband e. V. „stellen praktisch eine Organisation dar“, der zurzeit rund 50.000 Mitglieder bundesweit angehören, zusammengeschlossen in 34 Landesgruppen, die aus insgesamt mehr als 300 Ortsgruppen bestehen. Die Landesgruppen sind teilweise, wie die ihnen angeschlossenen Ortsgruppen, eingetragene Vereine. Die jeweiligen Landesgruppen sind auf der zentralen Website des IRJGV gelistet.

## Zielsetzungen
Der Verein beschäftigt sich seit 1982 mit der Ausbildung von Hunden zu sozial verträglichen Begleithunden. Die Ausbildung von Schutzhunden ist heute gegenüber Aktivitäten wie Agility und Flyball in den Hintergrund getreten.
Auch die Rassehundezucht spielt im Internationalen Rasse-Jagd-Gebrauchshundeverband eine bedeutende Rolle, es wird ein Zuchtbuch für alle Hunderassen geführt. Dabei befürwortet der Verband eine „Zucht mit gesunden und wesensfesten Hunden“ und distanziert sich von „züchterischen Raritäten/Abnormitäten“. Da der Internationale Rasse-Jagd-Gebrauchshundeverband weder dem Verband für das Deutsche Hundewesen (VDH) noch der Fédération Cynologique Internationale (FCI) angehört, können Mitglieder des Verbands und seiner Gruppen mit ihren Hunden nicht über den Verband an großen nationalen und internationalen Ausstellungen teilnehmen. Der Internationale Rasse-Jagd-Gebrauchshundeverband und die Europäische Hundesport Union (EHU) veranstalten jedoch eigene nationale und internationale Hundeausstellungen.